# Pirvahid
Pirvahid är en ort i Azerbajdzjan.   Den ligger i distriktet Quba Rayonu, i den nordöstra delen av landet, 150 km nordväst om huvudstaden Baku. Pirvahid ligger 333 meter över havet och antalet invånare är 1 293.
Terrängen runt Pirvahid är kuperad söderut, men norrut är den platt. Runt Pirvahid är det ganska glesbefolkat, med 48 invånare per kvadratkilometer.. Närmaste större samhälle är Xaçmaz, 18,6 km nordost om Pirvahid. 
Trakten runt Pirvahid består till största delen av jordbruksmark.